# 장마루촌의 이발사 (라디오 드라마)
《장마루촌의 이발사》는 박서림(朴西林) 작, 최요안(崔要安) 각색 작품이다. 정부수립 10주년 경축 방송소설 현상모집 당선작품을 각색한 것으로, 1958년 8월부터 KBS에서 방송되었다.

## 내용
소박하고 다정한 마을, 애절한 사랑의 전설을 지니고 있는 '사랑바위'가 있기에 이 마을의 풍경이나 사람들의 마음씨는 갑절 아늑하다. 그러나 그 '사랑바위' 앞에서 불 같은 사랑으로 마을 처녀와 내일의 행복을 다짐했던 젊은 이발사의 태도는 몰라보게 냉담해져 있었다.
6·25때 공산군에게 납치됐다가 구사일생으로 탈출하여 마을에 돌아온 이발사, 그는 반가움에 떠는 애인의 눈길에도 전혀 무관심하기만 한 엉뚱한 사람으로 변해 있었다.
목숨처럼 사랑하고 기다리던 애인의 그같은 변모는 배신당한 아픔으로 여주인공을 울렸다. 그러나 이발사의 냉담은 사랑하는 여인의 행복을 원하는 데서 온 가장(假裝)으로, 단장(斷腸)의 슬픔을 간직한 냉담이었다. 그는 공산군에게 끌려다니던 전선에서 부상한 끝에 성기능(性機能)을 잃은 폐인이 되어 있었다.
이러한 사실을 안 여주인공은 이발사를 이끌고 '사랑바위' 앞에서 전날보다도 더욱 간절하게 서로의 사랑을 다짐하는 것이다.

## 감상
6·25가 할퀴고 지나간 상흔이 서민의 생활주변에서 차츰 아물어 갈 무렵, 전쟁의 후유증을 젊은이들의 사랑 이야기를 통하여 따뜻한 시선으로 증언하여 성공한 작품으로, 육체를 초월한 정신적인 사랑의 아름다움을 보여줌으로써, 포화 속에서 거칠대로 거칠어진 사랑의 풍토에 경종을 울려준 작품이다.